# Zimnicele
Zimnicele – wieś w Rumunii, w okręgu Teleorman, w gminie Năsturelu. W 2011 roku liczyła 996 mieszkańców.